# Барыгино (Новгородская область)
Барыгино — деревня в Пестовском муниципальном районе Новгородской области. Входит в состав Богословского сельского поселения.
Площадь территории деревни — 10 га.
Барыгино находится на автодороге Хвойная — Кабожа — Пестово, на высоте 137 м над уровнем моря, в 8 км к северо-западу от деревни Брякуново и в 7 км к востоку от посёлка при станции Абросово.

## Население
| 2009 | 2010 |
| ---- | ---- |
| 8    | ↘7   |

По всероссийской переписи населения 2010 года население деревни — 7 человек (двое мужчин и 5 женщин).

## История
В списке населённых мест Устюженского уезда Новгородской губернии за 1909 год деревня Барыгино указана как относящаяся к Кирво-Климовской волости (2-го стана, 2-го земельного участка). Население деревни Барыгино, что была тогда на земле Сорокинского сельского общества — 181 житель: мужчин — 82, женщин — 99, число жилых строений — 40; тогда в деревне была часовня и имелся хлебозапасный магазин. Затем с 10 июня 1918 года до 31 июля 1927 года в составе Устюженского уезда Череповецкой губернии, затем в составе Горского сельсовета Пестовского района Череповецкого округа Ленинградской области. Население деревни Барыгино в 1928 году — 188 человек. В ноябре 1928 года Горский сельсовет был переименован в Сорокинский. По постановлению ЦИК и СНК СССР от 23 июля 1930 года Череповецкий округ был упразднён, а район перешёл в прямое подчинение Леноблисполкому. По Указу Президиума Верховного Совета СССР от 5 июля 1944 года Пестовский район был передан из Ленинградской области во вновь образованную Новгородскую область. Решением Новгородского облисполкома от 28 марта 1977 года № 157 Сорокинский сельсовет был упразднён, а Барыгино вошло в состав Тарасовского сельсовета с центром деревне Тарасово, а затем решением Новгородского облисполкома от 29 мая 1979 года № 199 центр Тарасовского сельсовета был перенесен в деревню Москотово, а затем администрация сельсовета, стала расположена в деревне Брякуново.
С принятием закона от 6 июля 1991 года «О местном самоуправлении в РСФСР» была образована Администрация Тарасовского (Брякуновского) сельсовета (Тарасовская (Брякуновская) сельская администрация), затем Указом Президента РФ № 1617 от 9 октября 1993 года «О реформе представительных органов власти и органов местного самоуправления в Российской Федерации» деятельность Тарасовского (Брякуновского) сельского Совета была досрочно прекращена, а его полномочия переданы Администрации Тарасовского (Брякуновского) сельсовета. По результатам муниципальной реформы, с 2005 года деревня входит в состав муниципального образования — Богословское сельское поселение Пестовского муниципального района (местное самоуправление), по административно-территориальному устройству подчинена администрации Богословского сельского поселения Пестовского района. Богословское сельское поселение с административным центром в деревне Богослово было создано путём объединения территории трёх сельских администраций: Богословской, Абросовской, Брякуновской. В 2012 году Новгородская областная дума (постановлением № 50-5 ОД от 25.01.2012) постановила уведомить Правительство Российской Федерации об упразднении в числе прочих Тарасовского сельсовета Пестовского района.